# Cascades Alamere
Les cascades Alamere són unes cascades situades al Point Reyes National Seashore, comtat de Marin, Califòrnia (Estats Units d'Amèrica). L'aigua de les cascades cau directament a l'oceà, sent una de les dues úniques cascades que ho fa a Califòrnia; l'altra són les cascades McWay.
Les cascades Alamere cauen des de la part superior dels escarpats penya-segats d'esquist cap a Alamere Creek Beach. Riu amunt de la cascada principal es troben tres cascades separades; juntes, aquestes cascades tenen aproximadament 6-9 metres d'altura. Totes aquestes cascades són alimentades pel rierol Alamere (Alamere Creek).
Es pot arribar a les cascades Alamere seguint el camí de la costa del Palomarin Trailhead, al final de Mesa Road, de Bolinas. Després de 4 km, el sender passa per la vora dos petits llacs (Bass Lake i Pelican Lake). Es pot accedir a Bass Lake per un camí lateral que condueix a un seient suspès per cordes, i els excursionistes sovint s'aturen per nedar durant els mesos d'estiu. Des del Palomarin Trailhead fins a les cascades, la caminada d'anada és de 6,4 km.